# Eulithis phylaca
Eulithis phylaca là một loài bướm đêm trong họ Geometridae.